# HTC Hero
HTC Hero — третий коммуникатор на платформе Android, выпущенный компанией HTC.
Это первый телефон серии, оснащённый аудиовыходом 3,5 мм, мультитач-экраном и новым интерфейсом HTC Sense. Телефон был представлен 24 июня 2009 года в Лондоне. Также это первый Android-телефон, поддерживающий Adobe Flash.
В Европе телефон появился в продаже в июле 2009 года. Позднее он появился в Азии и Северной Америке. В Москве телефон продаётся с 13 сентября (было запланировано с 7 сентября), а на остальной территории России с 14 сентября. Это первый Android-коммуникатор, официально поставлявшийся в Россию.

## Прошивки Hero
На данный момент последней доступной официальной прошивкой является Android 2.1 (update-1 или 3.36.411.1). По всей видимости, эта версия станет последней для Hero от HTC, поскольку более новые версии Android требуют (и будут требовать) больше ресурсов, чем предоставляет это устройство.
Однако существуют неофициальные прошивки, позволяющие установить Android 2.3, например Cyanogenmod и основанные на нём. В 2012 году появились прошивки на базе Android 4.0 (HeroICS).

## Droid Eris
HTC Droid Eris — модификация HTC Hero, выпущенная сетью Verizon Wireless 6 ноября 2009 года. С 2010 года её заменила Droid Incredible.